# Katie Bouman
Katherine Louise Bouman (ur. 9 maja 1989) – amerykańska naukowczyni, specjalistka w dziedzinie obrazowania. W czerwcu 2019 ma objąć stanowisko adiunkta nauk matematycznych w California Institute of Technology. Obszarem jej badań są metody obliczeniowe w obrazowaniu. Była częścią zespołu pracującego przy projekcie Teleskopu Horyzontu Zdarzeń, w ramach którego po raz pierwszy w historii uzyskano obraz czarnej dziury.

## Edukacja i życie prywatne
Bouman pochodzi z West Lafayette w stanie Indiana, w 2007 ukończyła tamtejszą szkołę średnią, West Lafayette Junior-Senior High School. Jej ojciec, Charles Bouman, jest profesorem elektrotechniki i inżynierii biomedycznej na Uniwersytecie Purdue. W trakcie nauki w szkole średniej prowadziła badania nad obrazowaniem na Uniwersytecie Purdue. Po raz pierwszy dowiedziała się o Teleskopie Horyzontu Zdarzeń w 2007, w szkole średniej.
Bouman studiowała elektrotechnikę na Uniwersytecie Michigan, w 2011 ukończyła je summa cum laude. W 2013 uzyskała stopień magistra elektroniki i informatyki, a następne, w 2017 doktorat w tej samej dziedzinie, oba na Massachusetts Institute of Technology. Była członkiem zespołu Haystack Observatory. Otrzymywała stypendium studenckie z National Science Foundation. Jej praca magisterska, Estimating Material Properties of Fabric through the Observation of Motion (dosł. „Estymacja właściwości materiałowych tkanin za pomocą obserwacji ich ruchu”), została wyróżniona nagrodą im. Ernsta Guillemina dla najlepszej pracy magisterskiej. Bouman w ramach stażu podoktorskiego dołączyła do zespołu badawczego projektu Teleskop Horyzontu Zdarzeń na Uniwersytecie Harvarda. W 2016 w ramach TEDx wygłosiła prezentację pt. How to Take a Picture of a Black Hole („Jak zrobić zdjęcie czarnej dziury”), podczas którego opisała algorytmy mogące posłużyć do stworzenia pierwszego obrazu czarnej dziury. Przedstawione w wystąpieniu algorytmy ostatecznie nie posłużyły jednak do utworzenia pierwszego obrazu czarnej dziury.
Doktorat ukończyła w 2017 w Massachusetts Institute of Technology. Promotorem jej rozprawy doktorskiej Extreme imaging via physical model inversion: seeing around corners and imaging black holes (dosł. „Ekstremalne obrazowanie poprzez inwersję modelu fizycznego: widzenie przez rogi i obrazowanie czarnych dziur”) był William T. Freeman.

## Badania
Bouman rozwinęła algorytm Continuous High-resolution Image Reconstruction using Patch priors (CHIRP). Był jednym z kilku służących do weryfikacji obrazu supermasywnej czarnej dziury wewnątrz galaktyki Messier 87 (Panna A). Użyto go do rozwinięcia algorytmu CLEAN, którego pomysłodawcami byli Jan Högbom i Andrew Chael.
W MIT Bouman uczestniczyła w tworzeniu algorytmu służącego do wygenerowania pierwszego obrazu czarnej dziury, który został opublikowany w kwietniu 2019. Jej wkład polegał na opracowaniu schematu obliczeń zachowania materii w silnym polu grawitacyjnym uwzględniających równania wynikające z ogólnej teorii względności. Algorytm uczenia maszynowego zapełniał luki w danych zebranych przez teleskopy z całego świata. Bouman zajmuje się również weryfikacją obrazów i wyborem parametrów obrazowania w Teleskopie Horyzontu Zdarzeń.
W czerwcu 2019 ma objąć funkcję adiunkta nauk matematycznych w California Institute of Technology.